# Всесвітній день міст
 Всесвітній день міст (На офіційних мовах ООН (англ. World Cities Day; фр. Journée mondiale des villes; ісп. Día Mundial de las Ciudades; рос. Всемирный день городов) — Міжнародний день ООН, встановлений резолюцією A/68/239 Генеральної Асамблеї ООН 27 грудня 2013 року, який відзначається щорічно 31 жовтня.
В резолюції було встановлено, що Генеральна Асамблея ООН «постановляє оголосити 31 жовтня, починаючи з 2014 року, Всесвітнім днем міст, пропонуючи державам, системі Організації Об'єднаних Націй, зокрема ООН-Хабітат, відповідним міжнародним організаціям, громадянському суспільству і всім іншим відповідним зацікавленим сторонам відзначати Всесвітній день міст і підвищувати поінформованість про нього».
Важливість проведення Всесвітнього дня міст збільшується у зв'язку з початком роботи з виконання Порядку денного ООН в галузі сталого розвитку до 2030 року включає в себе мету 11-ту «Зробити міста і населені пункти відкритими, безпечними, життєстійкими й такими, що стало розвиваються» (Goal 11. Make cities and human settlements inclusive, safe, resilient and sustainable), яка передбачає забезпечення до 2030 року загального доступу до безпечних, інклюзивних та доступних зеленим і громадським просторів у містах. З 1980 року в містах зростає нерівність, особливо в мегаполісах. Тому процес реалізації нового Порядку денного пропонований закласти основу сталого розвитку населених пунктів.

## Тематика Всесвітнього дня міст
Всесвітній день міст проходить під загальним гаслом «Краще місто, краще життя» (англ. Better City, Better Life).
Щороку вибирається тема Дня, покликана привернути увагу до успіхів в області урбанізації або проблем, що стоять у містобудуванні.
Перший Всесвітній день міст відзначався в Шанхаї, Китай, 31 жовтня 2014 р. за темою «Провідні трансформації міст» (англ. Leading Urban Transformations).
Відзначення другого Всесвітнього дня міст 2015 «Спроектований для спільного проживання» (англ. Designed To Live Together) було основною подією виставки Expo 2015 Milano (Мілан).
Тема дня 2017 «Інноваційне управління, відкриті міста» (англ. Innovative Governance, Open Cities).